# Kevin Moore (calciatore)
Kevin John Moore (Blackpool, 30 gennaio 1956) è un ex calciatore inglese, di ruolo centrocampista.

## Caratteristiche tecniche
Era un'ala sinistra.

## Carriera
Esordisce tra i professionisti nel 1974, all'età di 19 anni, con il Blackpool, club della sua città natale (con il quale aveva anche già giocato nelle giovanili), con cui tra il 1974 ed il 1977 totalizza complessivamente 39 presenze e 3 reti nella seconda divisione inglese, categoria in cui nella parte finale della stagione 1976-1977 gioca poi anche 4 partite con il Bury, club a cui i Tangerines l'avevano ceduto in prestito. Nell'estate del 1977 passa poi ai gallesi dello Swansea City, militanti nella quarta divisione inglese: qui, nell'arco di due stagioni segna in totale 6 reti in 55 partite di campionato giocate, conquistando due promozioni consecutive, dalla quarta alla seconda divisione; passa poi ad un altro club gallese, ovvero il Newport County, con cui nella stagione 1979-1980 conquista una promozione dalla quarta alla terza divisione inglese e vince la Coppa del Galles (per la prima ed unica volta nella storia del club), trofeo che consente agli Exiles di partecipare alla Coppa delle Coppe 1980-1981, nella quale raggiungono i quarti di finale: Moore segna 2 reti in 6 partite giocate nella competizione (ovvero tutte quelle disputate dal Newport County) e rimane poi in squadra fino al 1983, per un totale di 148 presenze e 13 reti con il club in incontri di campionato; chiude infine la carriera al termine della stagione 1982-1983, all'età di 28 anni, dopo un breve periodo in prestito allo Swindon Town, con cui gioca una partita in terza divisione.
In carriera ha totalizzato complessivamente 247 presenze e 22 reti nei campionati della Football League.

## Palmarès

### Club

#### Competizioni nazionali
- Coppa del Galles: 1

Newport County: 1979-1980